# Хімік (палац культури, Рівне)
Палац культури та спорту «Хімік» — культурний заклад, розташований в мікрорайоні «Ювілейний» міста Рівне, що перебуває у відомстві ПрАт «Рівнеазот».
Був заснований у 1986 році. Відомий творчими колективами, які займаються в палаці. Досить часто в стінах палацу культури та спорту «Хімік» відбуваються різноманітні концерти і зустрічі. А також, кожного року ПК «Хімік» проводжає в доросле життя учнів 11 класів, шкіл мікрорайону «Ювілейний».
На початок 2020 роу в закладі діяло 15 різнопрофільних гуртків та студій. Їх відвідувало понад 600 юних рівнян, з якими працювало 18 педагогів.

## Творчі колективи
- Народний театр-студія «Арлекіно»
- Клуб спортивно-бального танцю «Астра»
- Студія естетичного розвитку «Зернятко»
- Народний ансамбль танцю «Криниченька»
- Зразковий ансамбль народного танцю «Калинонька»
- Студія Народного ансамблю сучасного танцю «Ілюзія»
- Дитяча хореографічна студія
- Художня студія «Палітра»
- Дитяча майстерня творчості
- Студія художньої вишивки «Попелюшка»
- Студія естрадного співу «Сузір'я»
- Дитячо-юнацька футбольна команда «Хімік»
- Хореографічна студія «Intense»